# Barra (medalla)

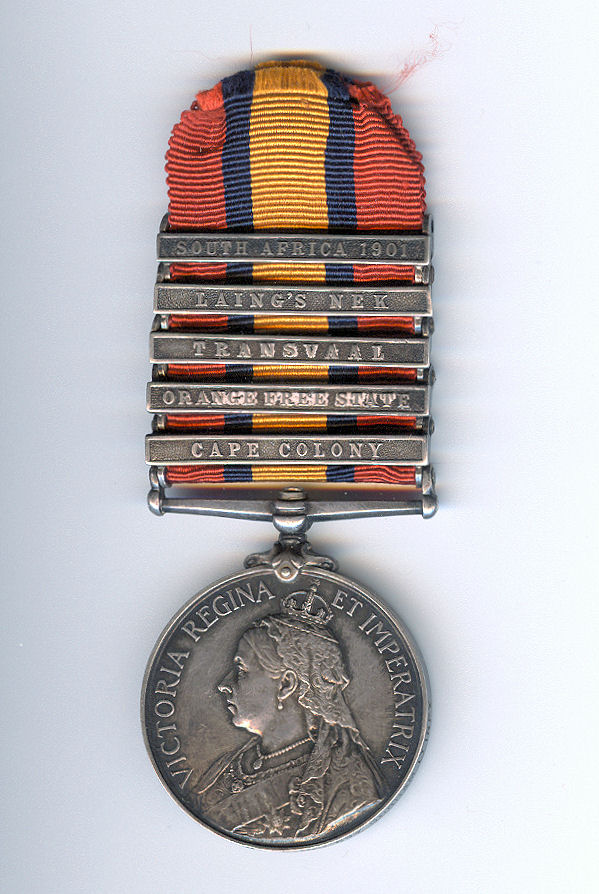
Ejemplo de medalla con broches de campaña; concretamente, una Medalla de Sudáfrica de la reina con cuatro barras o broches de campaña (Sudáfrica 1901, Transvaal, Orange Free State y Cape Colony) y una barra o broche de batalla (Sitio de Mafeking).

Una barra o broche de medalla es una pequeña barra o dispositivo de metal pegada a la cinta de una condecoración militar, condecoración civil u otro tipo de medalla. 
Cuando se emplea en medallas de campaña suele indicar la campaña u operación militar por la que el premiado recibió la medalla, y pueden emplearse varias si el premiado ha recibido la misma medalla más de una vez.
Cuando se usa en condecoraciones al mérito, como las medallas al valor, los broches o barras indican la cantidad de veces que se ha concedido dicha medalla. Por ejemplo, "Orden al Servicio Distinguido con dos barras" significa que la condecoración ha sido concedida en tres ocasiones distintas. En el sistema británico, en que ciertas condecoraciones pueden ponerse en la firma o al referirse a una persona en forma de siglas, se usa el símbolo de asterisco (*) para indicar las barras. Por ejemplo, "Capitán de Grupo Leonard Cheshire, VC, OM, DSO**, DFC".
También se emplean barras en las medallas al tiempo de servicio, para indicar la cantidad de tiempo de servicio prestado.

## Historia
Antes de principios del siglo XIX, las medallas y condecoraciones se entregaban tan solo a oficiales; aunque en ocasiones puntuales podían ser entregadas a clases de tropa, solía ser como iniciativas privadas. La primera medalla entregada de forma extendida a soldados fue la medalla de campaña inglesa de la Guerra de la Independencia Española, entregada a cada soldado u oficial participante en la campaña, con un broche por cada batalla campal en la que se participase. Tras ganar cuatro broches, la medalla se cambiaba por una cruz con los nombres de las cuatro batallas en cada uno de los brazos, aunque luego podían seguir añadiéndose broches. El máximo fue conseguido por el Duque de Wellington, con una cruz y nueve broches.
Durante los 40 años siguientes, los distintos gobiernos adoptaron como costumbre la entrega de una medalla a todos los oficiales y soldados implicados en una campaña, que solía llevar grabado el nombre de las batallas principales durante la misma. Sin embargo, con este sistema había que crear y diseñar una medalla nueva para cada campaña, y resultaba imposible determinar de un vistazo si el premiado solo fue un participante de la campaña en su conjunto, o si realmente estuvo implicado en alguna o varias de las acciones principales.
La primera medalla en emplear barras de campaña fue la medalla de Sutlej, entregada a los soldados miembros del Ejército Británico y la Compañía Británica de las Indias Orientales durante la primera guerra anglo-sij. La primera batalla en la que participaba el premiado se grababa en la medalla, y las siguientes se añadían en barras de plata con el nombre de cada una, sobre la cinta de la medalla. Este método evolucionó de nuevo en la medalla del Punjab, en la que se entregó una medalla estándar a todos los militares presentes en la zona durante la campaña, con barras adicionales para los que participaran en las tres batallas capitales de Chillianwala, Multan y Gujrat.
La creación de las barras llevó al desarrollo de las medallas de "servicio general", que se entregaban a todos los militares que sirvieran en una región durante un tiempo determinado, añadiendo barras según las campañas o batallas capitales en las que participaran. Uno de los casos más extremos es la medalla del Servicio General en la India (1854), que se entregó durante 41 años y para la que se desarrollaron 23 broches distintos.
Aunque la medalla de Crimea se entregó con barras muy ornamentadas, lo habitual es emplear barras simples horizontales, sin adornos.

## Tipos de barras
- Las barras o broches de campaña se usan para identificar la batalla, campaña o región particular en la que el premiado operó para recibir la medalla. Este es el uso más común de barras o broches en medallas militares, y por norma general se emplea solo cuando se lleva la medalla completa. Pero a veces, cuando se lleva solo la cinta en pasador, se autoriza el uso de pequeños broches para indicar una campaña.

- Las barras o broches por logros se emplean para indicar un éxito particular asociado con la medalla. Por ejemplo, el dispositivo del Puente Aéreo, un pequeño avión de bronce, se entregó a los participantes en el puente aéreo establecido durante el bloqueo de Berlín, para ser llevado sobre la cinta de la medalla del Ejército de Ocupación o la medalla de Servicio en la Marina de Ocupación.

- Las barras de servicio se emplean para indicar la extensión del periodo de servicio del premiado, normalmente asociadas a medallas por años de servicio en el ejército o en servicios de emergencias.

- Las barras o broches por múltiples premios se usan para indicar la cantidad de veces que se ha recibido una misma condecoración. Pueden representarse mediante pequeños números de metal, pequeñas figuras (estrellas, hojas de roble, ...) o incluso versiones en miniatura de la medalla correspondiente.